# Ceriagrion mourae
Ceriagrion mourae је инсект из реда Odonata и фамилије Coenagrionidae.

## Угроженост
Подаци о распрострањености ове врсте су недовољни.

## Распрострањење
Ареал врсте је ограничен на две државе. 
Танзанија и Мозамбик су једина позната природна станишта врсте.

## Станиште
Станишта врсте су шуме и слатководна подручја.